# Sarah Horváth
Sarah Horváth (* 1993 in Berlin) ist eine deutsche Schauspielerin.

## Leben
Sie wurde als Kind einer ungarischen Mutter und eines deutschen Vaters geboren.
Horváth hatte als Jugendliche unter anderem eine Nebenrolle im fünften Teil der Die-Wilden-Kerle-Filmreihe im Jahr 2008. Bekannt wurde sie ab 2010 durch Hauptrollen in deutschsprachigen Produktionen wie Lollipop Monster und Vatertage – Opa über Nacht.
2011 wurde sie auf dem Max Ophüls-Festival als beste Darstellerin ausgezeichnet.

## Filmografie (Auswahl)
- 2007: Polizeiruf 110 – Dunkler Sommer (Fernsehreihe)
- 2007: Krimi.de (Fernsehserie, Folge 4x06)
- 2008: Die Wilden Kerle 5
- 2008: Großstadtrevier (Fernsehserie, Folge 22x14)
- 2010: Songs of Love and Hate
- 2011: Lollipop Monster
- 2012: Lena Fauch und die Tochter des Amokläufers
- 2012: Vatertage – Opa über Nacht
- 2012: Polizeiruf 110 – Eine andere Welt (Fernsehreihe)
- 2013: Schneewittchen muss sterben
- 2013–2014: Heiter bis tödlich: Hubert und Staller (Fernsehserie, 3 Folgen)
- 2013: Der Geschmack von Apfelkernen
- 2014: 16 über Nacht!
- 2014: Die Fahnderin
- 2014: Ohne Dich
- 2015: Der Kriminalist (Fernsehserie, Folge 10x07)
- 2015: Die Himmelsleiter (Zweiteiler)
- 2015: Die Wallensteins – Dresdner Dämonen
- 2016: SOKO Köln (Fernsehserie, Folge 12x18: Scham)